# Kloštarski (Kalinovački) peski
Kloštarski (Kalinovački) peski este o arie protejată (sit de importanță comunitară — SCI) din Croația întinsă pe o suprafață de 28,14 ha, integral pe uscat.

## Localizare
Centrul sitului Kloštarski (Kalinovački) peski este situat la coordonatele 46°00′09″N 17°10′11″E / 46.002427°N 17.169748°E.

## Înființare
Situl Kloštarski (Kalinovački) peski a fost declarat sit de importanță comunitară în iulie 2013 pentru a proteja 2 specii de animale.

## Biodiversitate
Situată în ecoregiunea continentală, aria protejată conține 2 habitate naturale: Dune continentale panonice, Stepe panonice nisipoase.
La baza desemnării sitului se află mai multe specii protejate de  nevertebrate (2): Euplagia quadripunctaria, fluturele purpuriu (Lycaena dispar).